# National Board of Review Awards 2005
La 77ª edizione dei National Board of Review Awards si è tenuta il 12 dicembre 2005.

## Classifiche

### Migliori dieci film
- Match Point, regia di Woody Allen
- Good Night, and Good Luck., regia di George Clooney
- A History of Violence, regia di David Cronenberg
- Syriana, regia di Stephen Gaghan
- Crash - Contatto fisico (Crash), regia di Paul Haggis
- I segreti di Brokeback Mountain (Brokeback Mountain), regia di Ang Lee
- Quando l'amore brucia l'anima - Walk the Line (Walk the Line), regia di James Mangold
- Memorie di una geisha (Memoirs of a Geisha), regia di Rob Marshall
- Truman Capote - A sangue freddo (Capote), regia di Bennett Miller
- Munich, regia di Steven Spielberg

### Migliori film stranieri
- Paradise Now, regia di Hany Abu-Assad
- Camminando sull'acqua (Walk on Water), regia di Eytan Fox
- La caduta - Gli ultimi giorni di Hitler (Der Untergang), regia di Oliver Hirschbiegel
- Balzac e la piccola sarta cinese (Xiao cai feng), regia di Dai Sijie
- 2046, regia di Wong Kar-wai

### Migliori documentari
- Mad Hot Ballroom, regia di Marilyn Agrelo
- Ballets Russes, regia di Daniel Geller e Dayna Goldfine
- Grizzly Man, regia di Werner Herzog
- La marcia dei pinguini (La marche de l'empereur), regia di Luc Jacquet
- Murderball, regia di Henry Alex Rubin, Dana Adam Shapiro

## Premi
- Miglior film: Good Night, and Good Luck., regia di George Clooney
- Miglior film straniero: Paradise Now, regia di Hany Abu-Assad
- Miglior documentario: La marcia dei pinguini (La marche de l'empereur), regia di Luc Jacquet
- Miglior attore: Philip Seymour Hoffman (Truman Capote - A sangue freddo)
- Miglior attrice: Felicity Huffman (Transamerica)
- Miglior attore non protagonista: Jake Gyllenhaal (I segreti di Brokeback Mountain)
- Miglior attrice non protagonista: Gong Li (Memorie di una geisha)
- Miglior cast: Lady Henderson presenta (Mrs. Henderson Presents), regia di Stephen Frears
- Miglior performance rivelazione maschile: Terrence Howard (Crash - Contatto fisico, Get Rich or Die Tryin' e Hustle & Flow - Il colore della musica)
- Miglior performance rivelazione femminile: Q'orianka Kilcher (The New World - Il nuovo mondo)
- Miglior regista: Ang Lee (I segreti di Brokeback Mountain)
- Miglior regista esordiente: Julian Fellowes (Un giorno per sbaglio)
- Miglior sceneggiatura originale: Noah Baumbach (Il calamaro e la balena)
- Miglior sceneggiatura non originale: Stephen Gaghan (Syriana)
- Miglior film d'animazione: La sposa cadavere (Corpse Bride), regia di Tim Burton e Mike Johnson
- Miglior film o miniserie realizzata per la tv via cavo: Lackawanna Blues, regia di George C. Wolfe
- Premio alla carriera: Jane Fonda
- Premio Billy Wilder per l'eccellenza nella regia: David Cronenberg
- Premio alla carriera per la composizione musicale: Howard Shore
- Premio speciale per gli effetti speciali: King Kong, regia di Peter Jackson
- Premio William K. Everson per la storia del cinema: George Feltenstein
- Premio speciale per la produzione: Saul Zaentz
- Riconoscimento speciale ai film che rispecchiano la libertà di espressione:
  - I figli della guerra (Voces inocentes), regia di Luis Mandoki
  - The Untold Story of Emmett Louis Till, regia di Keith Beauchamp
- Riconoscimento speciale per l'eccellenza nel filmmaking (in ordine alfabetico del titolo originale):
  - Breakfast on Pluto, regia di Neil Jordan
  - Cape of Good Hope, regia di Mark Bamford
  - The Dying Gaul, regia di Craig Lucas
  - Ogni cosa è illuminata (Everything Is Illuminated), regia di Liev Schreiber
  - Hustle & Flow - Il colore della musica (Hustle & Flow), regia di Craig Brewer
  - Junebug, regia di Phil Morrison
  - The Pusher (Layer Cake), regia di Matthew Vaughn
  - Lord of War, regia di Andrew Niccol
  - 9 vite da donna (Nine Lives), regia di Rodrigo García
  - Ricomincio da me (The Thing About My Folks), regia di Raymond De Felitta
  - Litigi d'amore (The Upside of Anger), regia di Mike Binder